# 尤納迪拉 (喬治亞州)
尤納迪拉（英語：Unadilla）是一個位於美國喬治亞州杜利縣的城市。

## 地理
尤納迪拉的座標為32°15′35″N 83°44′12″W / 32.25972°N 83.73667°W，而該地的平均海拔高度為130米（即427英尺）。

## 人口
根據2010年美國人口普查的數據，尤納迪拉的面積為15.80平方千米，當中陸地面積為15.70平方千米，而水域面積為0.10平方千米。當地共有人口3796人，而人口密度為每平方千米240人。